# Zaragoza (1867)
La Zaragoza era un fregata corazzata a propulsione mista da 21 cannoni della Armada Española, costruita presso l'Arsenale di Cartegena, Spagna nella seconda metà degli anni sessanta del XIX secolo, e rimasta in servizio dal 1867 al 1897.

## Storia
Il 15 ottobre 1860 il governo spagnolo autorizzò la costruzione di due fregate a elica costruite in legno, la Zaragoza e la Villa de Madrid. La chiglia della Zaragoza fu posata il 15 giugno 1861 sullo squero n. 1 dell'Arsenale di Cartagena, a Cartagena, in Spagna. I lavori di costruzione si interruppero il 22 aprile 1862 e la sua conversione in come fregata corazzata fu autorizzata il 26 giugno 1862. Il suo periodo di costruzione fu lungo e non fu varata fino al 6 febbraio 1867, venendo completata il 15 giugno 1868, ed entrò in servizio nel luglio 1868 successivo. Il suo costo di costruzione fu di 7.096.460 pesetas.
La Zaragoza, con scafo in legno,  misurava 85,4 metri di lunghezza alla linea di galleggiamento, una larghezza di 16,6 m, un pescaggio di 7,5 m, un dislocava 5.650 tonnellate. L'apparato motore era costituito da due macchine a tripla espansione John Penn and Sons alimentati da 6 caldaie cilindriche, che azionavano una singola elica. Le macchine  erogavano la potenza nominale di 3.000 ihp (2.200 kW). La dotazione di carburante era pari a 690 tonnellate di carbone. La velocità massima era pari a 12,5 nodi. L'equipaggio era formato da 548 tra ufficiali, sottufficiali e marinai. La dotazione velica si basava su tre alberi aventi una superficie velica di circa 1.800-1.900 metri quadrati.
Originariamente l'armamento principale della fregata era previsto su trenta cannoni a canna liscia da 200 millimetri montati sulla fiancata. Dopo la decisione di completarla come ironclad, fu dotata di quattro cannoni da 280 m e quattordici cannoni da 200 mm, tutti a canna liscia, sul ponte di batteria. Sul ponte di coperta vi erano due cannoni a canna liscia da 220 mm, uno su ciascuna fiancata, e un altro nel castello di prua come cannone da caccia. Entro il 1883, i cannoni a canna liscia erano stati sostituiti da cannoni a canna rigata (RML). Quattro cannoni Armstrong Whitworth da 229 mm e otto cannoni Palliser da 160 mm erano posizionati sul ponte dei cannoni e tre cannoni Palliser da 180 mm erano montati sul ponte principale.
La Zaragosa disponeva di una completa cintura corazzata al galleggiamento realizzata in ferro battuto, il cui spessore variava da 102 a 130 millimetri. La cintura andava dal ponte superiore fino a 1,20 m sotto la linea di galleggiamento. Sopra la cintura, i cannoni, ad eccezione del cannone da caccia, erano protetti da piastre corazzate da 110 millimetri. Le estremità della nave e il ponte erano privi di corazzatura.
Dopo la messa in servizio, la Zaragoza effettuò uno dei suoi primi viaggi all'inizio di luglio 1868, procedendo da Cartagena per Cadice. Poco dopo continuò verso il Mar Cantabrico in compagnia della cannoniera a pale Colón e della goletta a elica Caridad e arrivò a Lequeitio sulla costa settentrionale della Spagna, dove la famiglia reale trascorreva abitualmente l'estate. Ricevette la visita dell'ammiraglio Francisco de Paula Pavía y Pavía, capitano generale del dipartimento di El Ferrol, e poi il 22 agosto 1868 della regina Isabella II, di suo marito Francesco d'Assísi, duca di Cadice, e di Alfonso, principe delle Asturie. La Zaragoza partì il 23 agosto e, dopo una sosta a Ferrol, proseguì per Cadice, che raggiunse il 5 settembre 1868.
La Zaragoza si trovava a Cadice il 18 settembre 1868 quando il generale di brigata Juan Bautista Topete e il generale Juan Prim si ribellarono contro Isabella II, dando inizio alla Gloriosa Rivoluzione. La Zaragoza, sotto il comando del capitán de navío José Malcampo y Monje, divenne nave ammiraglia dei ribelli e Topete annunciò la deposizione di Isabella II da bordo della fregata. La mattina del 23 settembre, la Zaragoza salpò da Cadice con Prim a bordo per promuovere la rivoluzione, facendo tappa a Tarifa, Algeciras, Ceuta e Malaga. In compagnia della fregata a elica Villa de Madrid, che si era anch'essa unita alla rivoluzione, proseguì poi per Cartagena. Si trovava lì il 29 settembre quando le truppe ribelli sconfissero le forze realiste nella battaglia di Alcolea, a seguito della quale Isabella II abdicò il 30 settembre 1868 e fu proclamato un governo provvisorio. Per sostenere il nuovo governo, la fregata corazzata salpò da Cartagena il 2 ottobre con Prim a bordo, si fermò a Valencia la mattina del 3 ottobre, poi riprese il mare lo stesso giorno e arrivò a Barcellona la sera del 3 ottobre. La mattina del giorno dopo raggiunse Tarragona, dove Prim e il suo stato maggiore sbarcarono per il viaggio via terra verso Madrid.
La Zaragoza iniziò un incarico nella squadra navale del Mediterraneo nel novembre 1868, divenendone l'ammiraglia il 10 dicembre 1868. La squadra, che includeva anche Villa de Madrid, la fregata corazzata Tetuán, la fregata a elica Gerona, la cannoniera a pale Ciudad de Cádiz e la goletta a elica Ligera, arrivò a Cadice alla fine di dicembre 1868 per supportare le operazioni contro gli insorti rivoluzionari. Il 1° gennaio 1869, le navi bombardarono diverse aree rivoluzionarie a Malaga, ritornando poi a Cartagena il 30 gennaio 1869 e trasferendosi successivamente a Santa Pola, dove trascorse più di tre mesi mentre il suo comandante, il generale di brigata Juan Bautista Antequera y Bobadilla, si occupava di diversi episodi di indisciplina che si erano verificati dalla Gloriosa Rivoluzione.
Nel novembre 1869 la Zaragoza fu assegnata ai Caraibi, dove fu di base all'Avana nella Capitaneria Generale di Cuba. Supportò le forze dell'Impero spagnolo nel combattimento contro l'Esercito di liberazione cubano durante la guerra dei dieci anni, scoppiata a Cuba nell'ottobre 1868. Operò nelle Antille fino al 1872, quando la fregata corazzata Arapiles la sostituì all'Avana. Fece un viaggio a Liverpool, in Inghilterra, poi riprese il viaggio il 3 settembre 1872 e proseguì per Cadice.
Re Amedeo I di Spagna abdicò e fu proclamata la Prima Repubblica Spagnola nel febbraio 1873. Il 12 luglio 1873 il Cantone di Cartagena dichiarò la propria indipendenza dalla repubblica, dando inizio alla Ribellione Cantonale. Il governo centrale considerava i Cantonalisti come separatisti e decise di reprimere la rivolta. Uno squadrone del governo centrale al comando del contrammiraglio Miguel Lobo y Malagamba bloccò Cartagena nell'ottobre 1873, portando alla battaglia di Portmán dell'11 ottobre, quando lo squadrone Cantonale fece una sortita nel fallito tentativo fallito di rompere il blocco navale. A metà ottobre 1873 la Marina spagnola ordinò alla Zaragoza di rinforzare la squadra di Lobo, ma questa non era ancora arrivata quando lo squadrone Cantonale prese il mare di nuovo, spingendo Lobo a revocare il blocco e a ritirarsi. Il governo spagnolo sollevò Lobo dal comando e lo sostituì con il parigrado Nicolás Chicarro. Rinforzato dalla Zaragoza, Chicarro ripristinò il blocco il 23 ottobre 1873, ma generalmente evitò il combattimento con le navi da guerra  ribelli.
Il Cantone di Cartagena si arrese alle forze del governo centrale il 12 gennaio 1874, e i suoi leader e circa 1750 soldati, volontari e familiari che avevano sostenuto la ribellione salirono a bordo della fregata corazzata Numancia e del piroscafo Darro per fuggire dalla Spagna. In quel momento Chicarro stava bloccando Cartagena, con le fregate corazzata Vitoria e Zaragoza in linea di fila, le fregate a elica Almansa e Carménsu entrambi i lati e la fregata a elica Navas de Tolosa in riserva. Quando Numancia emerse dal porto il 12 gennaio, Vitoria e Zaragoza aprirono il fuoco su di lei. La nave spense i motori, cosa che Chicarro interpretò come una resa ed ordinò alle sue navi di cessare il fuoco e ridurre la velocità. Tuttavia, la Numancia improvvisamente accelerò, passò la prua della Vitoria e aprì il fuoco, passando tra Carmén e Zaragoza. Lo squadrone del governo centrale catturò la Darro, ma la Numancia raggiunse il mare aperto e si diresse verso l'Algeria francese con 2.000 persone a bordo, tra cui 1.635 ribelli cantonalisti come passeggeri. L'Almansa, Carmén e Vitoria la inseguirono, ma la Numancia riuscì a fuggire e raggiunse la rada di Mers El Kébir, vicino a Orano il 13 gennaio 1874.
Tra il 1874 e il 1876, la Zaragoza subì modifiche all'armamento, che fu cambiato in quattro cannoni rigati Armstrong da 229 mm e dieci cannoni rigati Palliser da 160 mm nella  batteria, due cannoni rigati Palliser da 180 mm  in una ridotta corazzata sul ponte, un cannone rigato Palliser da 180 mm a prua, e sei cannoni da sbarco in bronzo da 120 e 80 mm.
Nel 1880, la Zaragoza fu assegnata alla Escuadra de entrenamiento al comando del contrammiraglio José Polo de Bernabé y Mordella. Durante l'estate del 1881, la fregata e altre navi dello squadra Almansa, Carmén, Villa de Madrid, la fregata corazzata Sagunto , la corvetta a elica Tornado, la goletta a elica Concordia e la cannoniera Pelícano) operarono nelle acque al largo della Galizia durante una visita agli estuari galiziani da parte del re Alfonso XII e della regina Maria Cristina. Lo squadrone condusse delle manovre in loro presenza il 9 agosto, dopo di che i monarchi e il ministro della Marina, l'ammiraglio Francisco de Paula Pavía y Pavía, si imbarcarono sulla Sagunto il 13 agosto e lo squadrone proseguì per La Coruña e poi per Vilagarcía de Arousa, che raggiunse il 15 agosto. Il 18 agosto, lo squadrone partì da Marín con il re e la regina a bordo della Sagunto; i monarchi sbarcarono a Vigo il 19 agosto. Il 25 agosto, il re e la regina salirono a bordo del Pelícano per visitare Bayonne, in Francia. Infine, Alfonso XII e Maria Cristina conclusero la loro visita alla squadra con un viaggio a Santander a bordo della Sagunto, mentre la Villa de Madrid rimase a Vigo e la Zaragoza e il resto delle navi proseguirono per Ferrol alla fine di agosto 1881.
Nel 1882 Zaragoza e Carmén fecero un viaggio verso diversi porti del Mediterraneo orientale. Il viaggio includeva una visita in Egitto  proteggere l'accesso spagnolo al canale di Suez quando le forze britanniche occuparono l'Egitto durante la guerra anglo-egiziana. Partecipò a un convoglio con la fregata Nuestra Señora del Carmen. 
Quando all'inizio del 1886 scoppiò una crisi con l'Impero tedesco sullo status delle Isole Caroline nelle Indie orientali spagnole e la Marina spagnola preparò uno squadrone per il dispiegamento nell'Oceano Pacifico per difendere le isole, la Zaragoza si trovava a Cartagena in attesa di essere immessa in bacino per il carenaggio e la sostituzione delle sue caldaie e non fece parte della mobilitazione navale. Rimase quindi in disarmo a Cartagena. Nel 1890 un ordine reale del 6 febbraio  la designò come sostituta della Tornado alla Scuola siluristi, venendo dismessa "pochi mesi" dopo. Rimase quindi in servizio come pontone galleggiante a Cartagena e poi come nave caserma fino al 1897, quandone fu disposta la vendita, avvenuta nel 1898. Fu demolita nel corso del 1899.